# S/S John Grafton
Uppslagsordet Grafton-affären leder hit. för K-G Olins bok, se Grafton-affären (bok).
S/S John Grafton var ett ångfartyg som blev känt genom sitt deltagande i den vapensmugglingsaffär som senare kom att bli känd som "Graftonaffären".
Efter att förryskningen tilltagit i Finland organiserade motståndsaktivisten Konni Zilliacus den äldre en vapensmugglingsaktion år 1905. Syftet med denna aktion var att förse den finska, samt den ryska motståndsrörelsen med vapen. Med japansk finansiering inköptes ångaren "John Grafton". Förutom denna ångare deltog även två ångjakter ”Cecil” och ”Cysne”.   ”John Grafton hade byggts år 1883. I London lastades fartyget med drygt 15 500 schweiziska Vetterligevär, 2½ miljoner patroner, 2 500 högklassiga engelska officersrevolvrar samt 3 ton sprängämnen. Enligt den ursprungliga planen skulle vapnen transporteras via Nederländerna och Köpenhamn till en mötesplats i Finska viken, varifrån färden skulle fortsätta mot Sankt Petersburg. Där skulle en del av lasten lossas och ges till ryska revolutionärer.
Efter att man stött på diverse problem ändrades rutten och fartyget styrde mot Bottenviken och Kemi, där man lossade delar av lasten. Därefter fortsatte färden mot Jakobstad, som liksom Kemi var ett centrum för den finska motståndsrörelsen. Fartyget lotsades in i den stenrika skärgården norr om Jakobstad och vapenlossningen genomfördes utan större problem, men när fartyget senare skulle fortsätta sin färd söderut rände hon på grund. Efter grundstötningen började besättningen bärga de återstående gevärs- och ammunitionslådorna. Det blev dock snart uppenbart att hela lasten inte kunde bärgas varefter kapten John William Nylander tog beslutet att "John Grafton" borde sprängas för att undvika att det skulle hamna i händerna på de ryska myndigheterna. På eftermiddagen den 8 september 1905 sprängdes därmed fartyget med tre kraftiga laddningar som hördes vida omkring.
Trots den hårda censur som rådde under förryskningen så uppstod spekulationer kring händelserna i såväl finska som utländska tidningar. Även om planerna för "John Grafton" gick i stöpet anses Graftonaffären ändå vara en av de första konkreta insatserna för ett självständigt Finland. År 1930 avtäcktes ett monument  till åminnelse av händelsen på Orrskär i Larsmo. Ännu hundra år senare ligger en del av "John Grafton" och dess last på havsbottnen.
Graftongevären kom att spridas i bygden (där de användes bland annat vid älgjakt) och ingick sedan i skyddskårernas beväpning när dessa uppställdes 1917. Någon egentlig militär betydelse kom dessa redan vid sekelskiftet omoderna vapen aldrig att få. Ryska myndigheter bärgade en del av lasten och sänkte dessa långt ut till havs.
Flera Graftongevär (schweiziska Vetterligevär) anlände även sommaren 1906 med vapenångaren Peter, som lossade sin last vid Svartö i Närpes den 8 juli. En minnessten avtäcktes där år 1936. Från ”Cysne” kunde senare 300 mauser- och 200 browningpistoler levereras. 
Suomi-Filmi har gjort en spelfilm om Graftonaffären: "Kajastus".